# ヘルマン・リスマン
ヘルマン・リスマン（Hermann Lismann、1878年5月4日 - 1943年4月）は、ドイツの画家であり大学教授。フランクフルト大学の講師も務めた。ユダヤ人でポーランド、マイダネクの強制収容所で殺された。

## 略歴
ミュンヘンで生まれた。父親は銅精錬所、圧延工場の経営者で、地元の美術協会にも属していた。ミュンヘンの高校を1896年に卒業した後、1898年から1903年の間はミュンヘン大学とスイスのローザンヌ大学で哲学や美術史を学び、ミュンヘンでハインリヒ・クニルの画塾で学んだ後、1903年からミュンヘン美術院に入学し、フランツ・フォン・シュトゥックの教室で学んだ。1903年後半から1904年はローマに滞在し、1904年からパリに滞在しモンパルナスのカフェ、「ル・ドーム」に集まったルドルフ・レヴィ（1875-1944）やヴィルヘルム・ウーデ（Wilhelm Uhde: 1874-1947）といった画家たちと活動し、フォーヴィスムの画家たちと交流した。1911年には南フランスでローデウェイク・スヘルフハウト（1881-1943）と活動した。
1914年にフランクフルトに移り、第一次世界大戦中は兵士や赤十字の職員として4年間働いた。
1919年になって画家に復帰し、1921年にバーデン＝バーデンで開かれた展覧会に出展した。エッセイや演劇評論などの文筆活動やフランクフルト成人教育センター（Volksbildungsheim Frankfurt am Main）で社会活動も行った。フランクフルトの美術学校（Hochschule für Bildende Künste–Städelschule）で教室を持った。学生には演劇人になったハヌシュ・ブルガー（Hanuš Burger）らがいる。1929年から1934年の間はフランクフルト大学で美術技法や美術理論の講師を務めた。
ナチスが権力を得ると、1934年にユダヤ人であったため公職を解雇されるが、1935年にユダヤ人の自助組織「Kulturbund Deutscher Juden」で教えた。1937年にリスマンの作品は「退廃芸術」に指定され、14点の作品がフランクフルトのシュテーデル美術館などから押収・破壊された。
1938年にリスマンはパリを経由してトゥールに移った。フランスのドイツ人を収容するギュルス収容所に1939年に収容されたが、1940年に脱走して南フランスのモントーバンに逃れた。1942年、ヴィシー政権に逮捕され、1943年3月4日にマイダネクの強制収容所に移送され 、1943年4月にそこで亡くなった。
フランクフルト大学創立100周年を記念し、2014年10月17日に、フランクフルトの通りUntermainkai にヘルマン・リスマンを記念するシュトルパーシュタイン（記念票板）が設置された。

## 作品

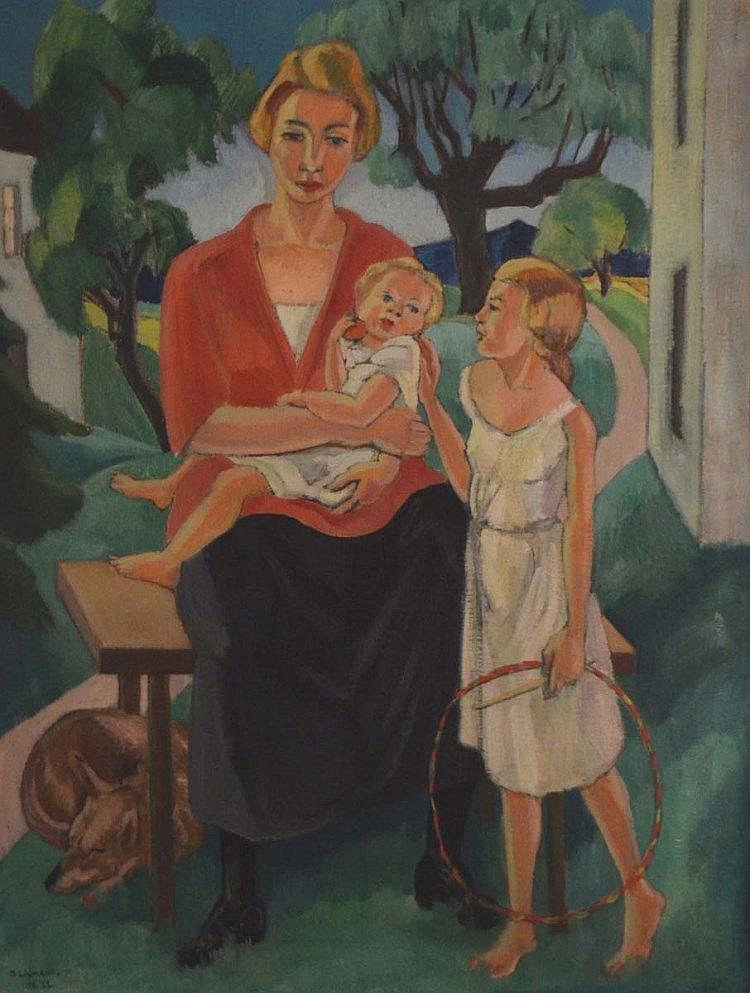
画家の家族
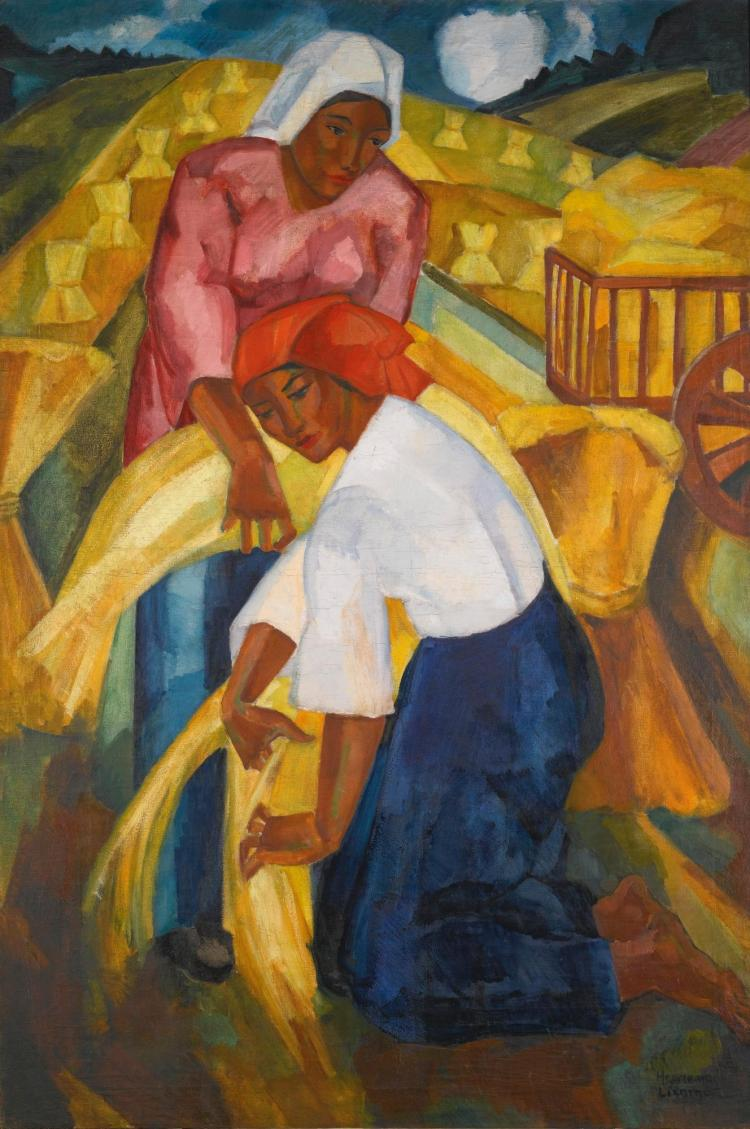
収穫する農民 (c.1920)
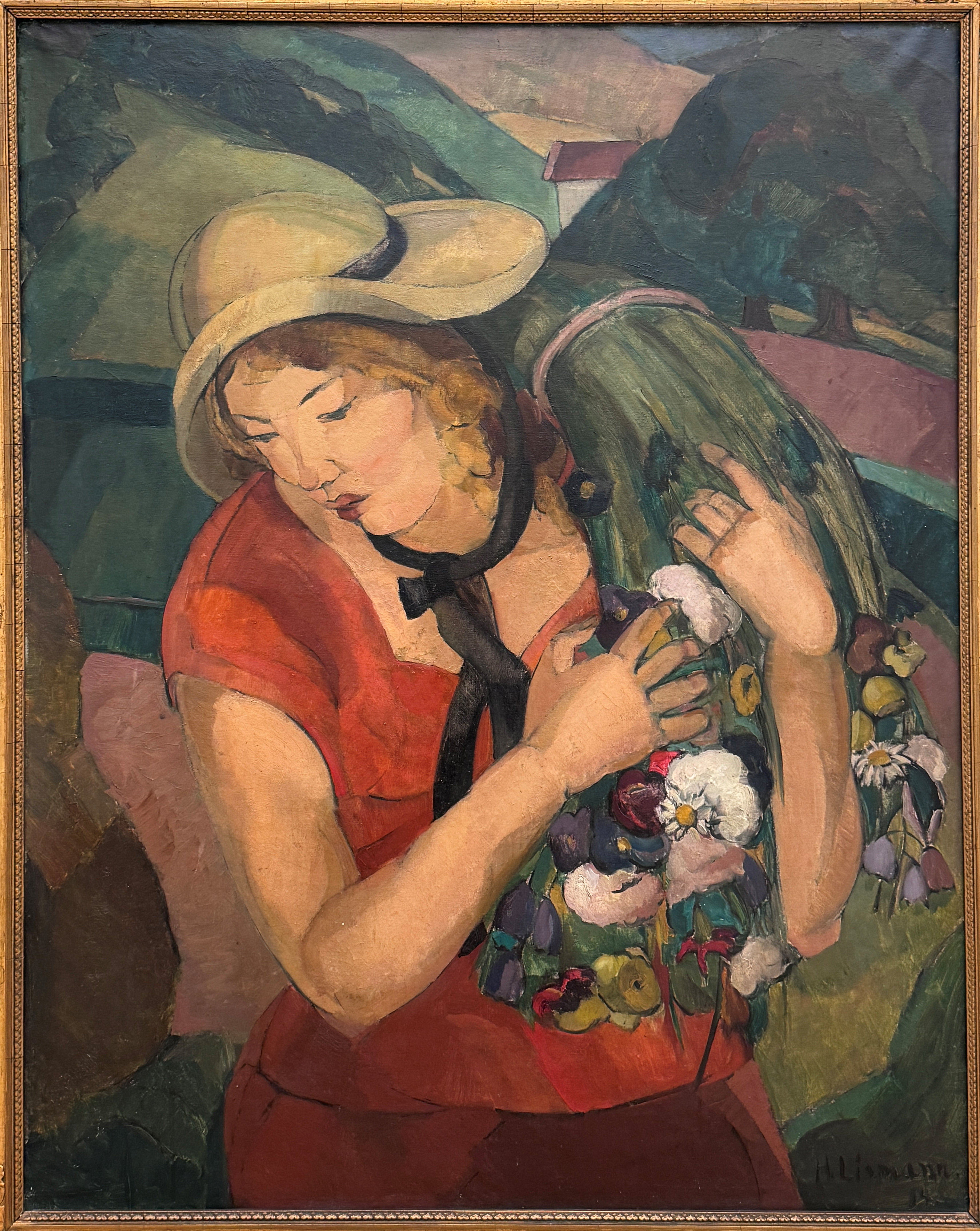
花籠を持つ女性
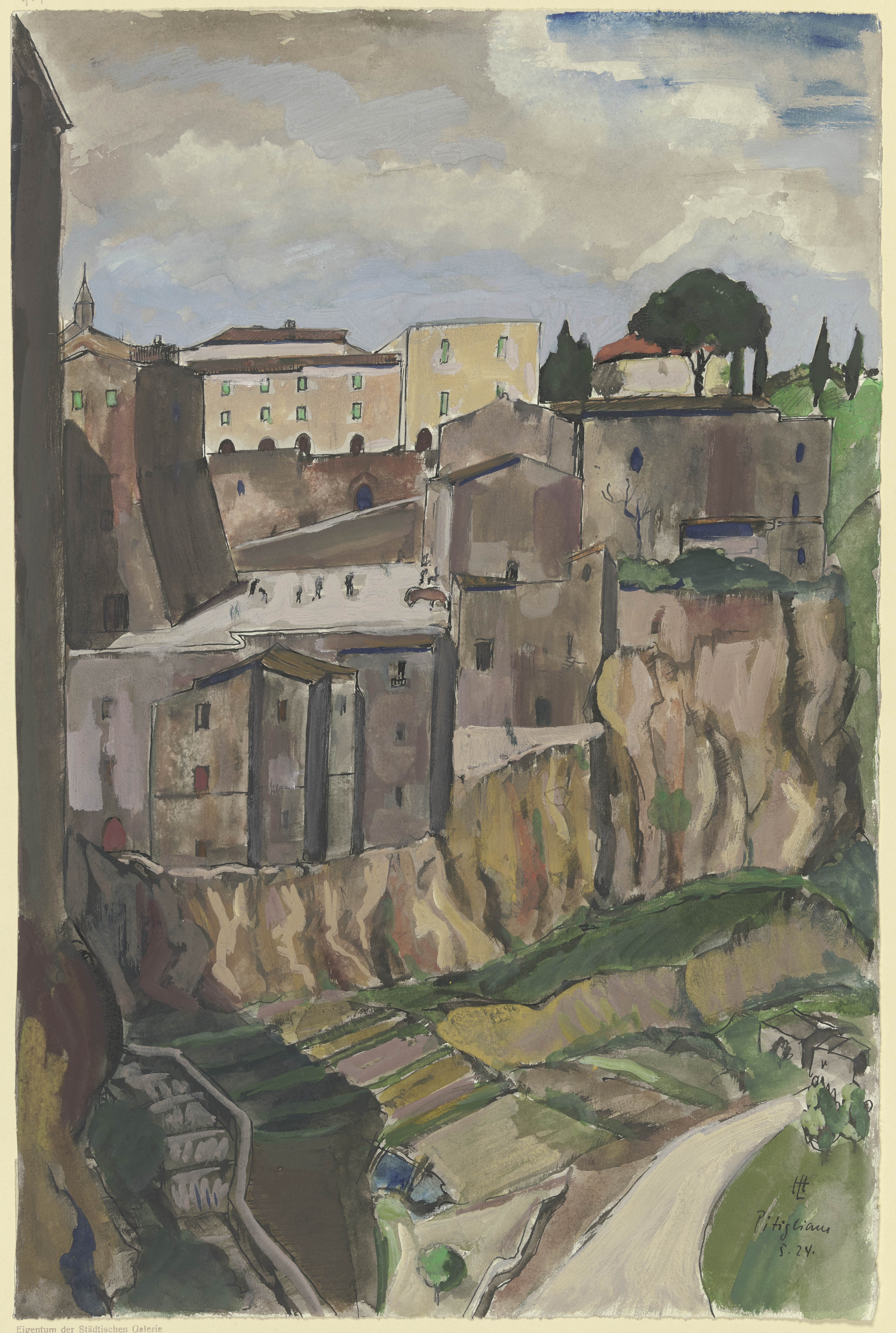
イタリアの村ピティリアーノ(1924)